# NGC 6282
إن جي سي 6282 (بالألمانية: NGC 6282) التي يرمز لها بالرمز NGC 6282، هي مجرة، في كوكبة الجاثي.

## الاكتشاف
اكتشفت في 28 يونيو 1864، بواسطة ألبرت مارث.

## روابط خارجية
- NGC 6282 على موقع ويكي سكاي: DSS2, SDSS, GALEX, IRAS, Hydrogen α, X-Ray, Astrophoto, Sky Map, Articles and images